# Aurora Perrineau
Aurora Robinson Perrineau (ur. 23 września 1994 w Nowym Jorku) – amerykańska aktorka, która wystąpiła m.in. w filmie Jem i Hologramy i serialu Prodigal Son.

## Życie prywatne
Jest córką aktora, Harolda Perrineau, i Brittany Perrineau.

## Filmografia

### Filmy
| Rok  | Tytuł                      | Rola            | Uwagi       |
| ---- | -------------------------- | --------------- | ----------- |
| 2012 | Zagrożenie w przestworzach | Radhika Darshan | film DVD    |
| 2015 | A House Is Not a Home      | Ashley Williams |             |
| 2015 | Przebudzeni                | Iris            |             |
| 2015 | Jem i Hologramy            | Shana Elmsford  |             |
| 2015 | Wybryk natury              | Wampirzyca      |             |
| 2016 | Pasażerowie                | Celeste         |             |
| 2017 | At Night                   | Mia             | krótkometr. |
| 2018 | Prawda czy wyzwanie        | Giselle Hammond |             |
| 2019 | BOO!                       | Morgan          |             |
| 2019 | Virginia Minnesota         | Addison         |             |
| 2021 | Rhino                      | Roxy            |             |

### Telewizja
| Rok     | Tytuł               | Rola                  | Uwagi          |
| ------- | ------------------- | --------------------- | -------------- |
| 2011    | Słodkie kłamstewka  | Bianca                | 1 odc.         |
| 2014    | Newsreaders         | Hilary                | 1 odc.         |
| 2015    | Pojedynek na życie  | Margo                 | 4 odc.         |
| 2017    | The Carmichael Show | Casey North           | 1 odc.         |
| 2018    | Into the Dark       | Dorothy; Ashley Prime | 2 odc.         |
| 2019    | Jak nas widzą       | Tanya                 | miniserial     |
| od 2019 | Syn marnotrawny     | Dani Powell           | w gł. obsadzie |